# Temperatura cinetica
In fisica la temperatura cinetica è un concetto che si adotta quando le condizioni fisiche della materia precludono l'utilizzo della definizione operativa-macroscopica "classica" di temperatura ovvero quella grandezza fisica misurata dal termometro. 

## Caratteristiche
Si applica tale concetto ad esempio in astronomia, quando un determinato gas si trova ad essere così rarefatto, che le probabilità che le particelle di tale gas si urtino tra loro sono minime. Per temperatura cinetica si intende quindi la temperatura alla quale dovrebbero trovarsi le particelle del gas sulla superficie terrestre per muoversi con energia cinetica pari a quella che hanno nelle condizioni in cui invece si trovano, seguendo direttamente la definizione microscopica di temperatura data dalla teoria cinetica dei gas.  
Si parla di temperatura cinetica, per esempio, nella descrizione degli strati più esterni, e quindi più rarefatti, dell'atmosfera: la termosfera (90 km - 500 km dal suolo) viene classificata con una temperatura cinetica di circa 1300 K, anche se la temperatura misurata da un normale termometro risulterebbe parecchio inferiore. Stessa cosa accade per la soprastante esosfera.
Un corpo in queste condizioni, a causa dell'estrema rarefazione dell'aria, subirebbe infatti un modestissimo aumento (o diminuzione, qualora esso sia più caldo) di temperatura per conduzione (urti molecolari) con il gas atmosferico; esso, invece, si riscalderebbe quasi unicamente per assorbimento delle radiazioni solari. In altri termini: la temperatura cinetica consiste nell'energia "posseduta" dai singoli atomi; essi, però, sono molto rarefatti spazialmente (in un metro cubo ad una certa altezza sono presenti meno atomi e sono più distanziati tra loro rispetto ad un metro cubo a livello del suolo). Per questo motivo, pur possedendo (a causa dell'irradiazione solare che ricevono) ciascuno di essi un'energia equivalente a centinaia di gradi percepibili qualora essi si trovassero a livello pressorio del suolo, nello spazio invece la loro rarefazione non permetterebbe un identico scambio termico con il restante ambiente (ad esempio con la tuta di un astronauta o con un termometro). La temperatura percepita da una persona dipenderebbe quindi principalmente dall'essere o meno colpita dai raggi solari e da quanto l'ambiente permetta la dissipazione del proprio calore. Le tute spaziali hanno anche questa funzione, poiché l'escursione termica è notevole così come la produzione endogena di calore.